# Giuseppe Petrelli
Giuseppe Petrelli (14 de fevereiro de 1873 - 29 de abril de 1962), também conhecido como José Petrelli, foi um prelado italiano da Igreja Católica que serviu no serviço diplomático da Santa Sé nas Filipinas e no Peru.

## Biografia
Giuseppe Petrelli nasceu em 14 de fevereiro de 1873 em Montegiorgio, Itália. Foi ordenado sacerdote católico em 10 de agosto de 1896.
Estudou no seminário de Fermo e no Almo Collegio Capranica, em Roma.
Em 1903 foi para as Filipinas como secretário da delegação apostólica.
Ele estava servindo naquele cargo quando, em 12 de abril de 1910, o Papa Pio X o nomeou bispo da recém-erigida Diocese de Lipa.
Ele recebeu sua consagração episcopal em 12 de junho de 1910 do Arcebispo Ambrose Agius, Delegado Apostólico nas Filipinas.
Em 30 de maio de 1915, o Papa Bento XV o nomeou sucessor de Agius na delegação apostólica e o tornou arcebispo titular de Nisibis.
Em 1916-17, ele visitou o Japão para investigar a situação da liberdade religiosa, garantida pela constituição japonesa, mas na prática o governo era intolerante com os adeptos não xintoístas. Em 1918, quando a Santa Sé e a China concordaram em trocar representantes, Petrelli foi proposto como representante do papa, mas as objeções do governo francês, que há muito tempo exercia controle sobre a Igreja em territórios de missão, impediram a troca.
Em 27 de maio de 1921, o Papa Bento XVI o nomeou Núncio Apostólico no Peru.
Ele renunciou do cargo em 1925, aos 51 anos.
Petrelli morreu em 29 de abril de 1962, aos 89 anos.